# Чёрное (озеро, Валдайское сельское поселение)
Чёрное — озеро на территории Валдайского сельского поселения Сегежского района Республики Карелии.

## Общие сведения
Площадь озера — 1,3 км². Располагается на высоте 124,1 метров над уровнем моря.
Форма озера каплевидная, продолговатая: вытянуто с севера на юг. Берега преимущественно заболоченные.
Из южной оконечности озера вытекает небольшая река Чёрная, втекающая с правого берега в реку Шигеренджу, впадающую в Выгозеро.
Ближе к северной оконечности озера расположен один некрупный остров без названия.
С запада от озера проходит дорога местного значения 86К-310 («Надвоицы — Полга — Валдай — Вожмозеро»).
Код объекта в государственном водном реестре — 02020001211102000006972.